# Emil Frey-Gessner
Emil Frey-Gessner, né le 19 mars 1826 à Aarau et mort le 24 juillet 1917 à Genève est un entomologiste suisse.

## Taxons dédiés
Les noms des espèces suivantes sont dédiés à Emil Frey-Gessner :
- Andrena freygessneri Alfken,1904
- Astata freygessneri Carl, 1920, désormais Dryudella freygessneri (Carl, 1920)
- Bacteria freygessneri Redtenbacher, 1908, désormais Phanocloidea freygessneri (Redtenbacher, 1908)
- Heriades freygessneri Schletterer, 1889
- Julodis variolaris freygessneri Meyer-Darcis, 1883
- Osmia freygessneri Friese, 1899, désormais Hoplitis freygessneri (Friese, 1899)
- Paratettix freygessneri Bolívar, 1887
- Priocnemis freygessneri Kohl, 1883, désormais Cryptocheilus freygessneri (Kohl, 1883)
- Stelis freygessneri Friese, 1885
- Tachytes freygessneri Kohl, 1881

## Taxons décrits
- Barbitistes ruficosta Frey-Gessner, 1872
- Camptotylus meyeri Frey-Gessner, 1863
- Chrysis valesiana Frey-Gessner, 1887
- Colletes sierrensis Frey-Gessner, 1903
- Hydrometra servillei Frey-Gessner, 1864, synonyme de Gerris lacustris (Linnaeus, 1758)
- Monanthia ajugarum Frey-Gessner, 1872
- Orthotylus fieberi Frey-Gessner, 1864
- Osmia mucida var. stecki Frey-Gessner, 1908, désormais Hoplitis mucida stecki (Frey-Gessner, 1908)
- Phytocoris juniperi Frey-Gessner, 1865
- Placochilus sareptanus Frey-Gessner, 1864, synonyme de Pronototropis punctipennis (Fieber, 1864)
- Platycleis saussuriana Frey-Gessner, 1872, déormais Metrioptera saussuriana (Frey-Gessner, 1872)
- Prosopis helvetica Frey-Gessner, 1900, synonyme de Hylaeus tyrolensis Förster, 1871
- Prosopis tristis Frey-Gessner, 1900, synonyme de Hylaeus yaguarae (Schrottky, 1913)
- Rhyparochromus beckeri Frey-Gessner, 1863
- Systellonotus alpinus Frey-Gessner, 1871
- Zosmenus atriplicis Frey-Gessner, 1863

## Publications
- Frey-Gessner, E. 1862 Beiträge zur Hemiptern-Fauna des Ober-Wallis. Mittheilungen der Schweizerischen entomologischen Gesellschaft, Schaffhausen 1 (1862-1865) (1) 24-31
- Frey-Gessner, E. 1862 Ein neuer Anthocoride. Mittheilungen der Schweizerischen entomologischen Gesellschaft, Schaffhausen 1 (1862-1865) (1) 31-32
- Frey-Gessner, E. 1863: Die Salden der Umgegend von Aarau.  Mittheilungen der Schweizerischen entomologischen Gesellschaft, Schaffhausen  1 (1862-1865) (4) 116-117
- Frey-Gessner, E. 1863: Drei neue Hemiptern. Mittheilungen der Schweizerischen entomologischen Gesellschaft, Schaffhausen  1 (1862-1865) (4) 117-119
- Frey-Gessner, E. 1863: Orthopterologisches. [Ueber Chorthippus stigmaticus Ramb]. Mittheilungen der Schweizerischen entomologischen Gesellschaft, Schaffhausen  1 (1862-1865) (4) 120
- Frey-Gessner, E. 1863 Orthopterologisches. [Ueber Chorthippus stigmaticus Ramb]. Mittheilungen der Schweizerischen entomologischen Gesellschaft, Schaffhausen  1 (1862-1865) (4) 120
- Frey-Gessner, E. 1865. Orthopterologisches. [Chorthippus= Stenobothrus stigmaticus Ramb. in Wallis.] Mithh. schweiz. ent. Ges., Lausanne, 1, p. 120.
- Frey-Gessner, E. 1865. Beitrag zur rhaetischen Orthopterenfauna. Jahresber. Naturf. Ges. Graubünden 10 [1863-64]: 30–37; Chur.
- Frey-Gessner, E. 1868. [Einige Orthoptern und deren Vorkommen] Mitt. Schweiz. Entomol. Ges. 2 [1866]: 150.
- Frey-Gessner, E. 1872. Kurze Sammelnotiz aus dem Wallis. Mitt. Schweiz. Entomol. Ges. 3: 17–18.
- Frey-Gessner, E. 1872. Orthopterologisches. Mitt. Schweiz. Entomol. Ges. 4: 7–20, pl. 1.
- Frey-Gessner, E. 1880. Die Orthopteren des Kantons Aargau Mitt. Aargau. Naturf. Ges. 2: 1–17.
- Frey-Gessner, E. 1881. Matériaux pour servir à la faune des insectes de Valais. (Orthoptères). Bull. Soc.Murith. 10 [1880]: 67–86.
- Frey-Gessner, E. 1893. Orthoptern, gesammelt in Bulgarien von Hrn. Prof. Dr. A. Forel.  Mitt. Schweiz.Entomol. Ges.8: 397–403.
- Frey-Gessner,  E. 1892. Characters for the determination of the families of Hymenoptera.  Bull. Soc. Murith 13: 37-48. Pls. i, ii.
- Frey-Gessner, E. 1901. Hyménoptères du Valais. Famille Apidae. Bull. Murithienne 30: 78-154.
- Frey-Gessner, E. 1899-1912. Hymenoptera, Apidae. Pp.vi + 319. In Fauna Insectorum Helvetiae, Vol. I, viii + 392 pp. Vol. II, Bern: Published as supplements to Mitteilungen der Schweizerischen Entomologischen Gesellschaft.
- Frey-Gessner, E. Souvenir d'excursions d'un entomologiste dans la d'Annivers (1865-1900) suivi de la liste des Coléopteres et Lépidoptères intéressants notés par M. le chanoine E. Favre
- Frey-Gessner, E.1894. Tables analytiques pour la détermination des hyménoptères du Valais. Suite. Fam. Sapygidae, Scoliadae, Mutillidae et Trigonalidae. Bull. soc. Murith années 1892 et 1893, fascicules XXI et XXII, 3-23.
- Frey-Gessner, E.1894 Tables analytiques pour la détermination des hyménoptères du Valais. Fam. XV. Vespidae. Bull. soc. Murith. années 1892 et 1893, fascicules XXI et XXII,24-93.
- Frey-Gessner, E.1894 Orthoptera, gesammelt in der Provinz Oran in Nordafrika, von den Herren Prof. Dr. Aug. Forel und Dr. L. Zehntner im Frühjahr 1893. Mitteilungen der Schweizerischen Entomologischen Gesellschaft (Mitt. Schweiz. Ent. Gesellsch.) 9:108